# Bartomeu Carrió i Trujillano
Bartomeu Carrió i Trujillano (Sant Jordi, Palma, Mallorca, 1954) és historiador. Doctor en Història per la UIB (1994), polític i activista cultural. S'ha especialitzat en l'estudi de la premsa nacionalista a Mallorca. Ha estat professor de la UIB (1992-94) i ha col·laborat en diverses obres col·lectives. És autor d'El Nacionalisme a Mallorca : evolució històrica des dels orígens fins a l'actualitat (2003), i de El Nacionalisme a les Balears 1898-1936 (1999). Ha rebut un premi d'investigació sobre Història de la Premsa, concedit per l'Institut d’Estudis Catalans i el Premi Ciutat de Palma d'Investigació.
Ha participat en l’actiu moviment associatiu del Prat de Sant Jordi, tant en associacions veïnals; de pares i mares d’alumnes o musicals, havent format part de la Coral des Prat de Sant Jordi i d’Arpellots havaneres band.
Va ser regidor de l'Ajuntament de Palma i portaveu del Grup Municipal del PSM des de juliol de 2006 a maig de 2007.